# (623) Quimera
(623) Quimera es un asteroide perteneciente al cinturón de asteroides descubierto el 22 de enero de 1907 por Karl Julius Lohnert desde el observatorio de Heidelberg-Königstuhl, Alemania.
Está nombrado por el monte Quimera, una montaña de Asia Menor donde habitaba el monstruo homónimo.